# Сметана

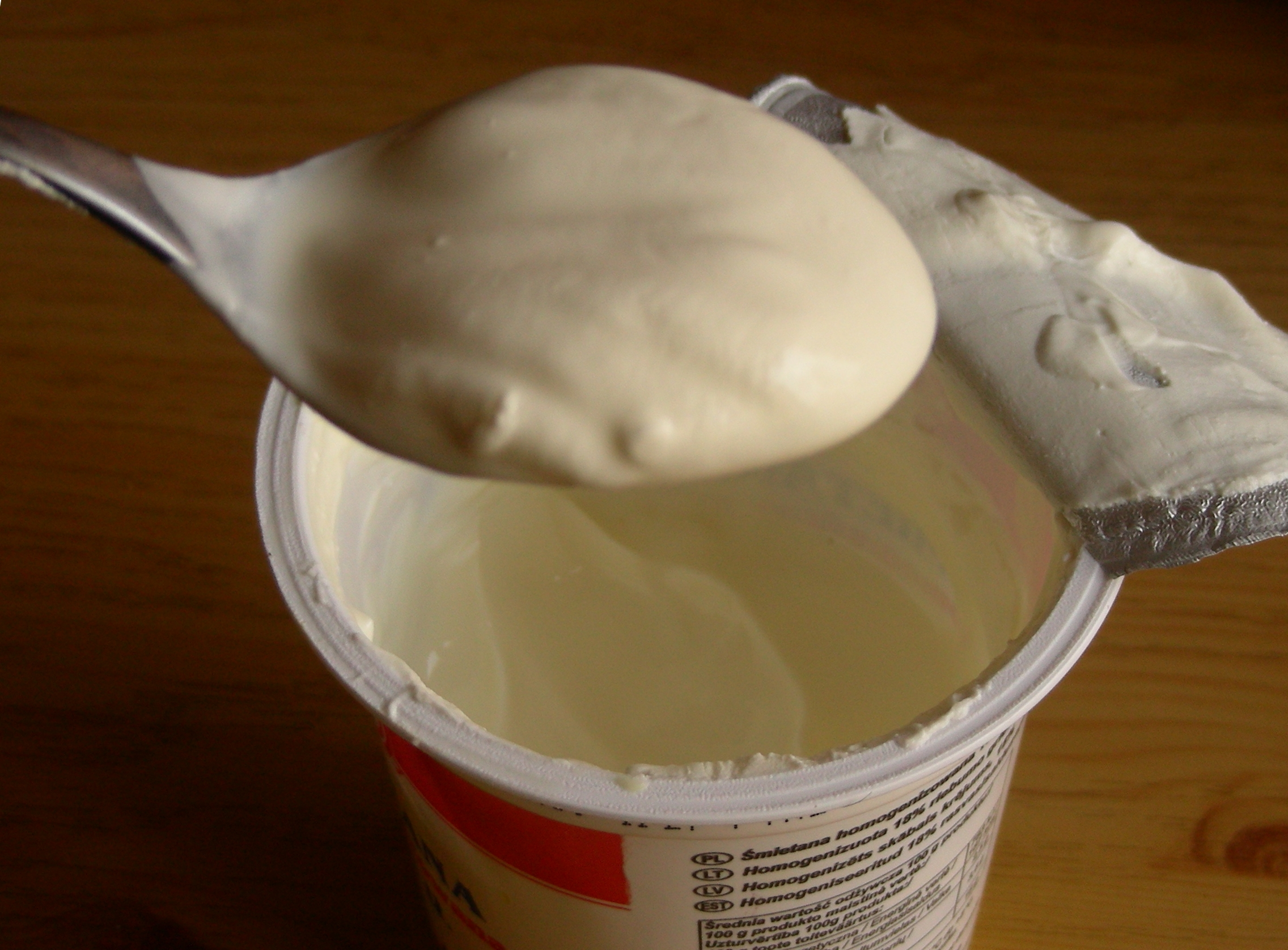
Сметана

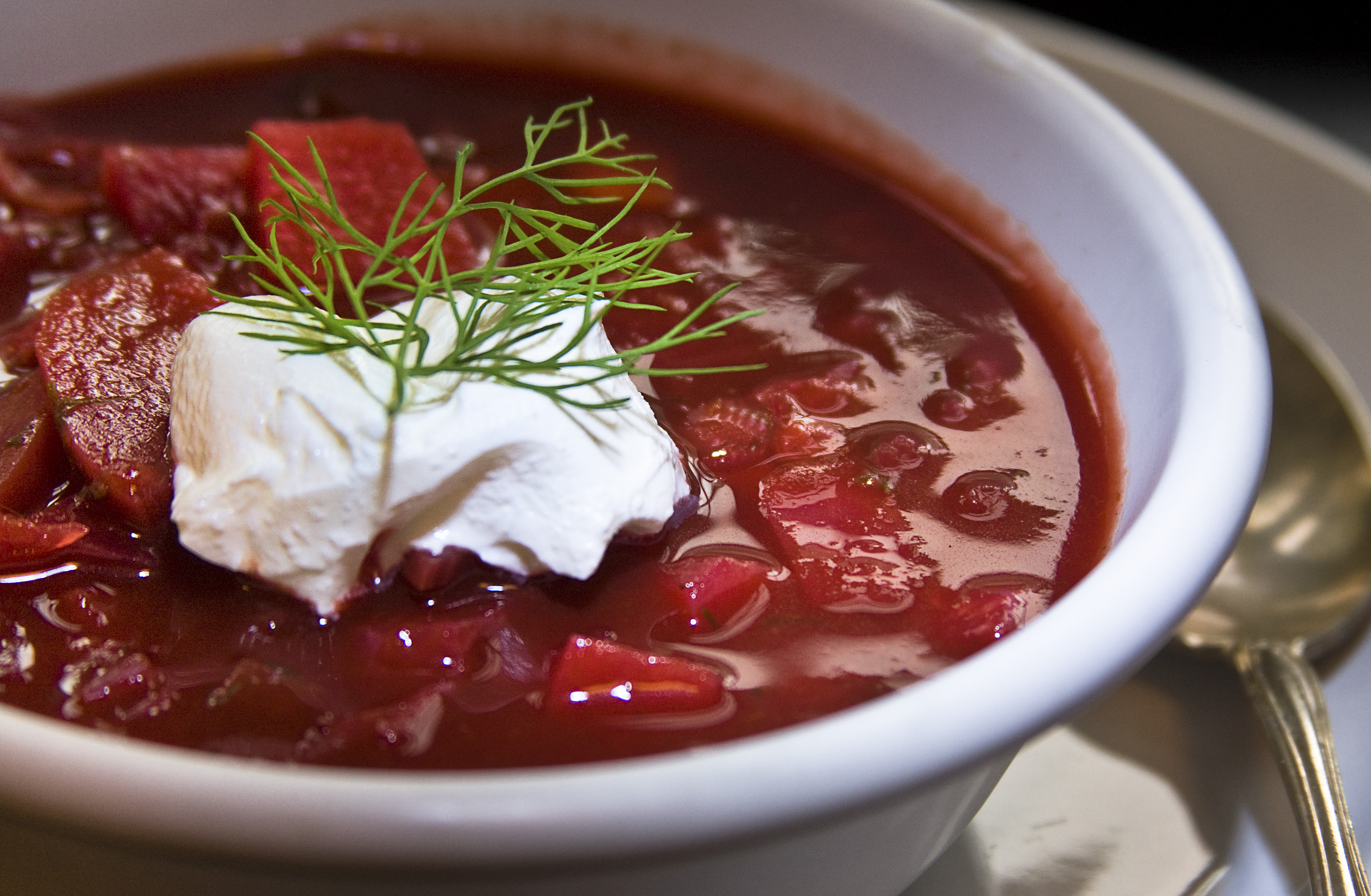
Борщ со сметаной

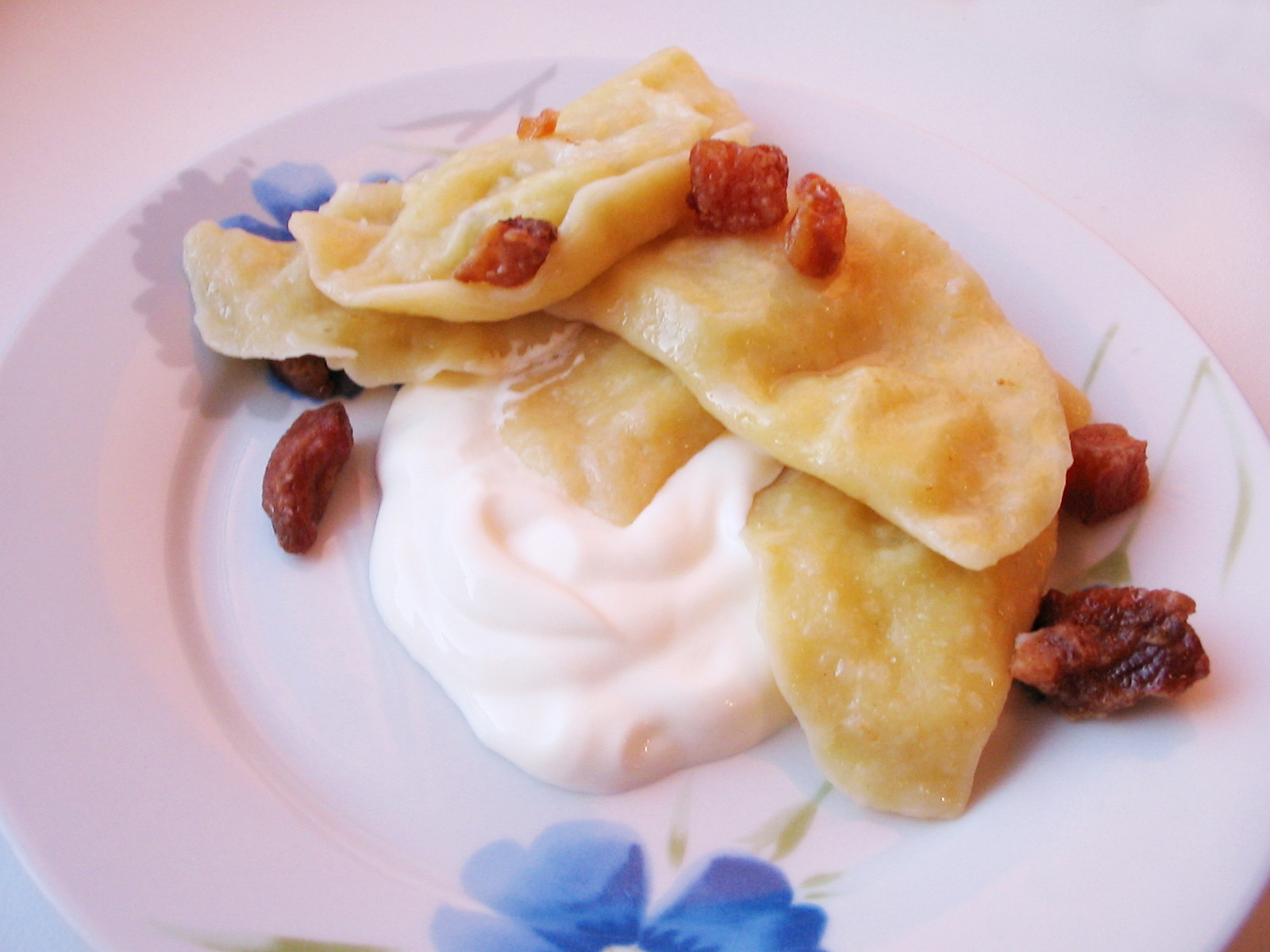
Вареники со сметаной

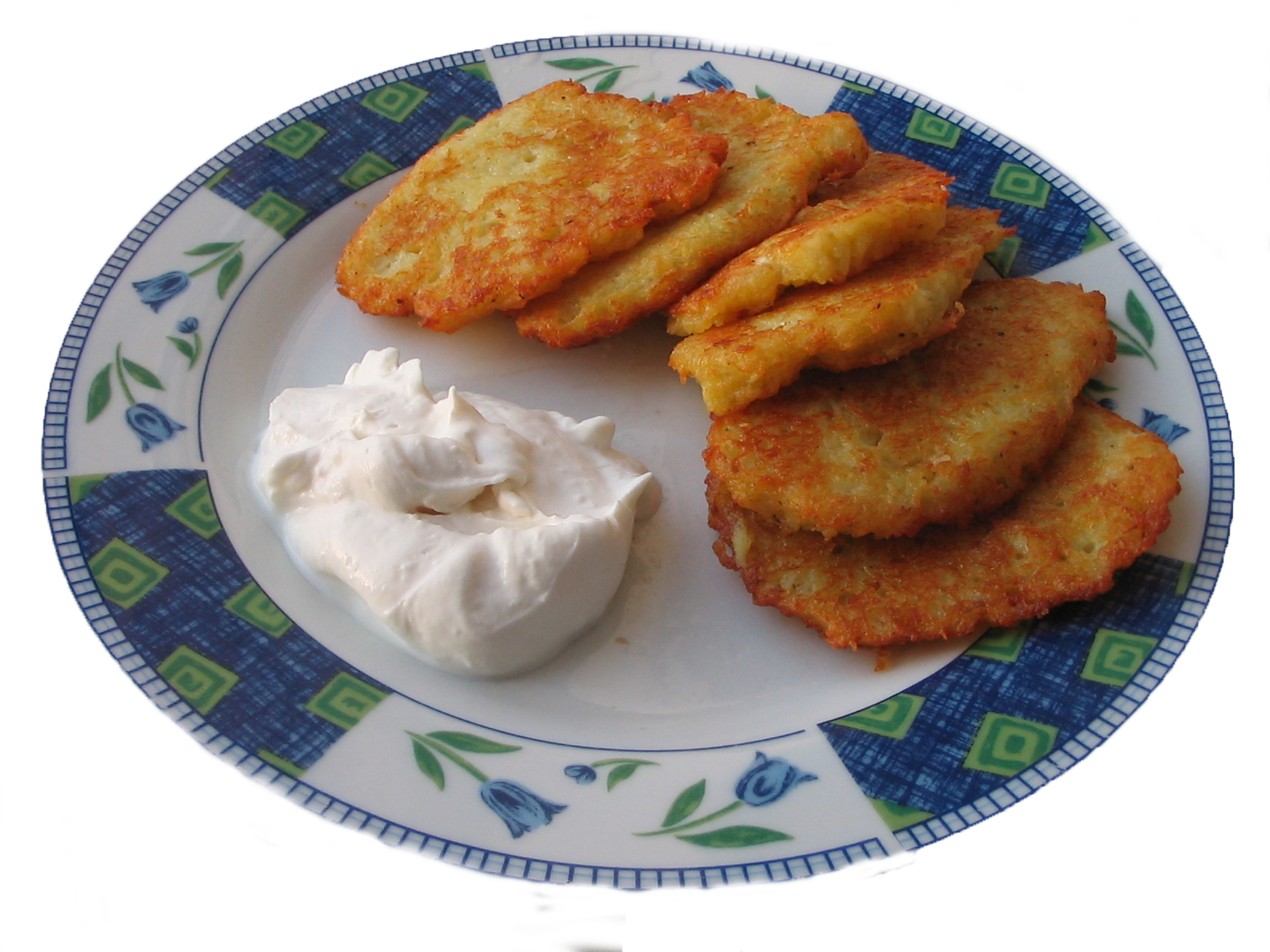
Драники со сметаной

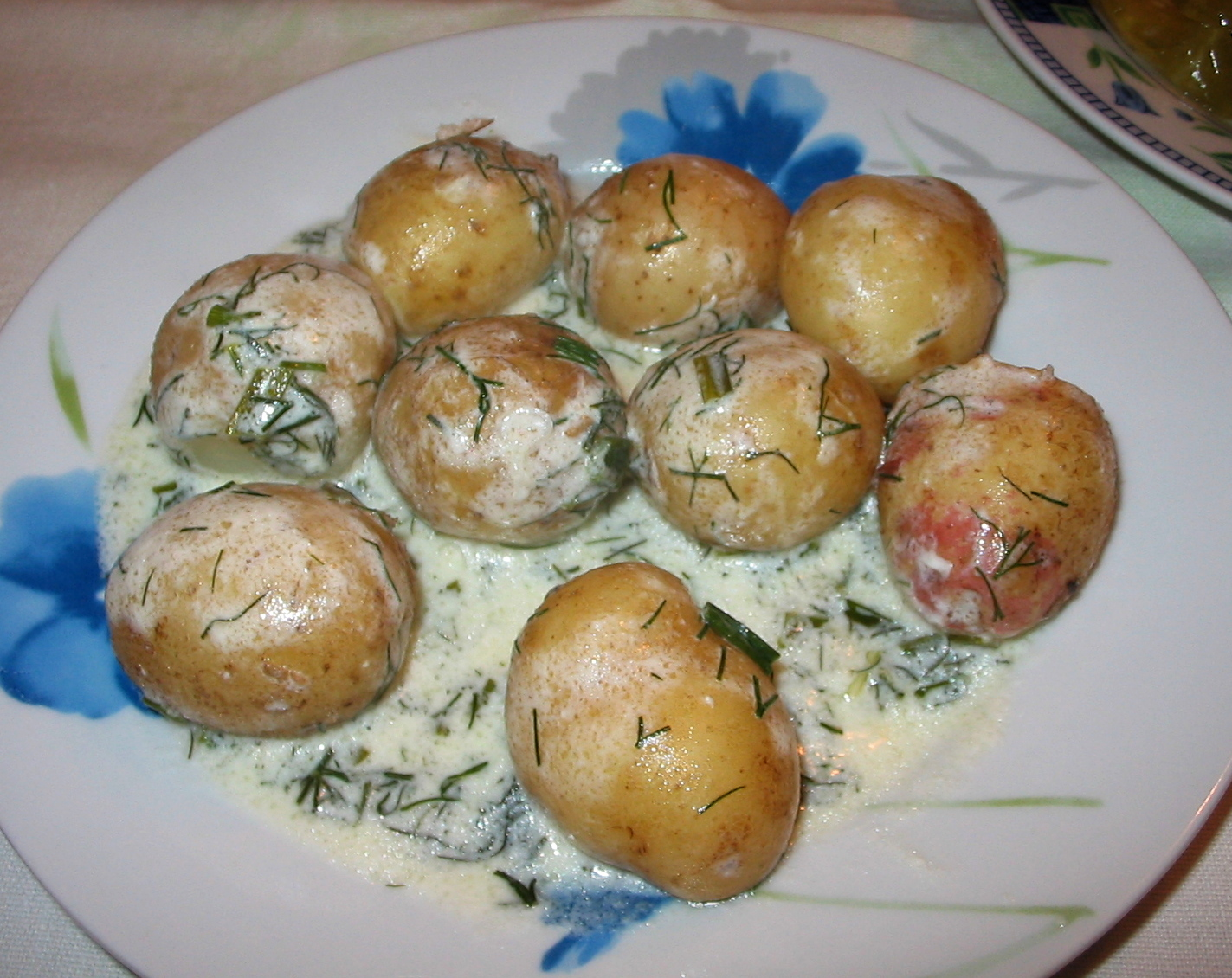
Тушёный молодой картофель в сметане

Тост со сметаной

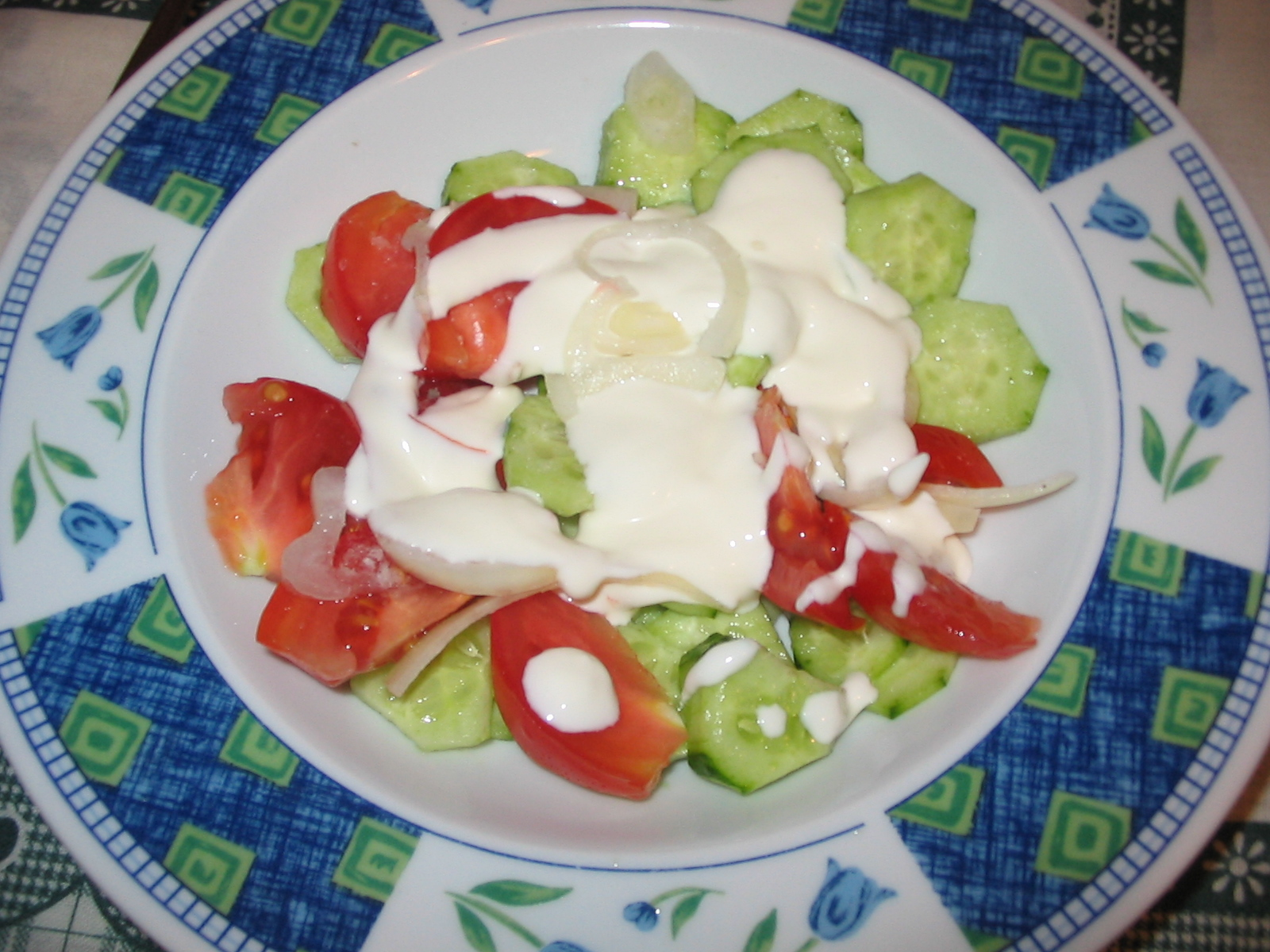
Овощной салат со сметаной

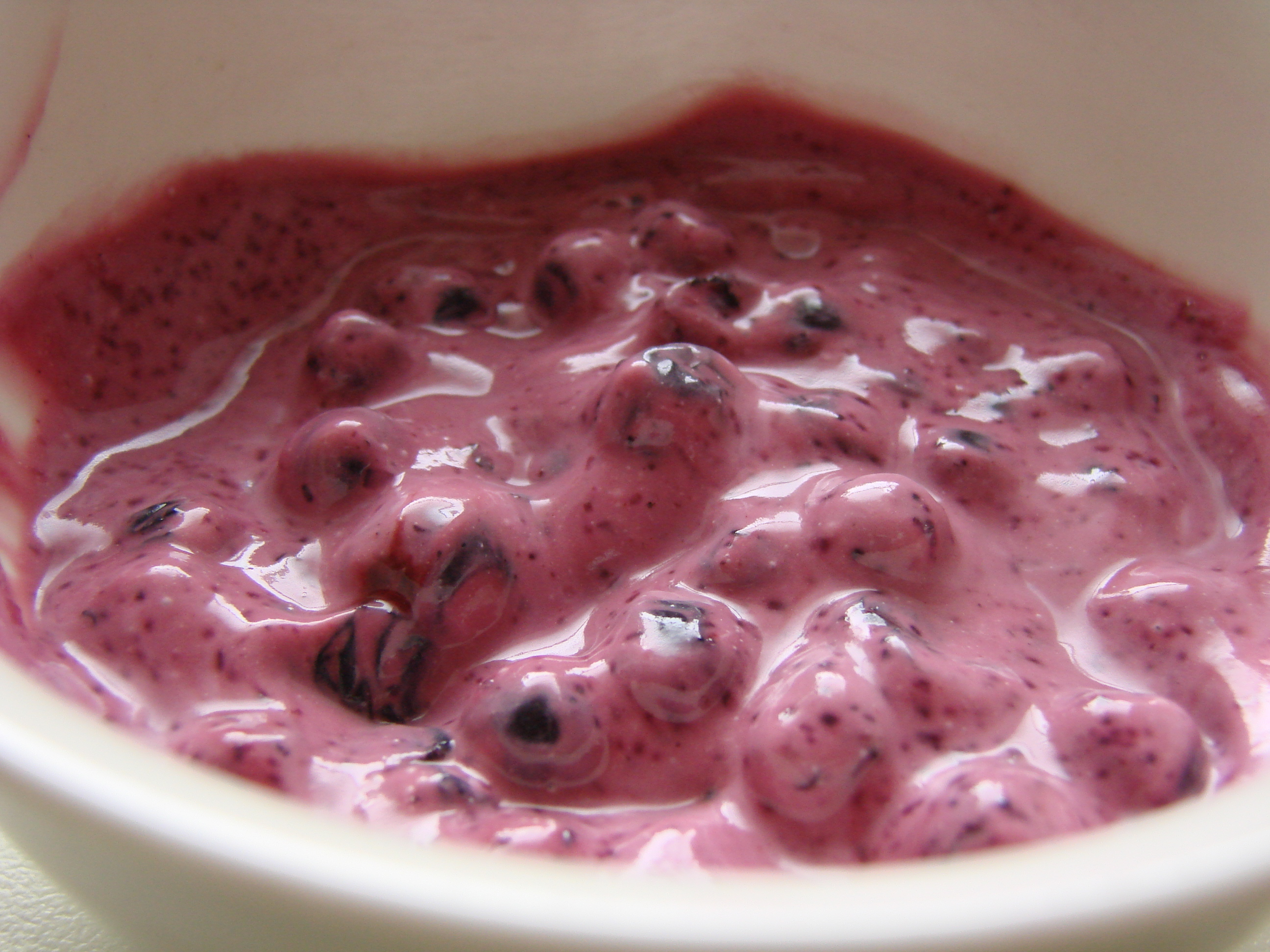
Ягоды в сметане (якутский киерчех)

Смета́на (праслав. sъmętana, sъmetana от sъmětati, sъmetati — сметать, снимать, сбрасывать) — жидкий кисломолочный продукт белого цвета густой консистенции, получаемый из сливок и закваски. По степени жирности варьируется от 10 до обычно 30 (реже 58) %.
Сметана представляет собой сливки, подвергшиеся молочнокислому брожению. Традиционный продукт славянской кухни. В новейшее время простота получения привела к широкому распространению сметаны в других странах. Продукт используется не только в гастрономии, но и в домашних косметических средствах.

## Распространение и номенклатура
Сметану считают одним из наиболее характерных русских, украинских и белорусских национальных продуктов. Она также довольно популярна в других странах Восточной Европы — в прибалтийских государствах (Литве, Латвии и Эстонии), в бывшей Восточной Германии, Венгрии, Румынии и Молдавии, странах бывшей Югославии и др., а также в Финляндии наравне с французскими сливками. Она также весьма распространена в странах североамериканского континента: там она имеется в ассортименте почти каждого супермаркета.
Французскую сметану, или крем-фреш, также получают из пастеризованных сливок. В Нормандии его иногда добавляют в кальвадос и готовят соус для рыбы, мидий и баранины; в долине Луары его подают как гарнир. Продукты с названиями smetana и crème fraîche часто стоят на полках магазинов рядом и даже имеют одного производителя. Более того, на одной упаковке часто присутствуют оба названия.
Под названием «сметана» этот продукт распространён в России, на Украине, в Белоруссии (смятана / śmiatana), в Финляндии (smetana). На немецком языке сметана именуется нем. saure Sahne, Schmand, на армянском — թթվասեր (t’t’vaser), словенском — kisla smetana, польском — śmietana, болгарском — заквасена сметана, словацком — smotana, чешском — zakysaná smetana, румынском — smântână.
Отличные от вышеперечисленных названия продукта используются в следующих европейских странах: во Франции, Англии, Испании, Италии, Дании, в странах Бенилюкса — производные от crème fraîche, или sour cream; в Венгрии — tejföl или tejfel, в Эстонии — hapukoor, в Литве — grietinė, в Латвии — skābais krējums, в Сербии — kisela pavlaka или mileram, в Северной Македонии — павлака, в Боснии — povlaka, в Хорватии — kiselo vrhnje, в Греции — napolact. При этом по вкусовым качествам ближе всего к российской сметане продукт, реализуемый как Греческий йогурт. В Финляндии наименование фин. smetana используется только для продукта высокой жирности (30 % и более), тогда как обычная сметана называется фин. hapankerma («кислые сливки»).
В России, согласно ГОСТ Р 31452-2012, сметана, содержащая растительные жиры, не может носить название «Сметана». Поэтому её продают с похожими названиями — «Сметанка», «Сметаночка», «Сметановна» и тому подобными с указанием «сметанный продукт».
Хорошей считается (чаще, но не обязательно, жирная) сметана густой консистенции, которая оценивается выражением «чтобы ложка стояла».

## В кулинарии
Сметана в восточноевропейской (русской, украинской, белорусской) кухне — это наиболее популярная забелка к первым блюдам (щам, борщу, солянке, окрошке, рассольнику, супу-лапше, другим супам), к блинам, оладьям и сырникам, к пельменям и вареникам, к голубцам и фаршированному перцу. Замечательное блюдо — отварной или тушёный молодой картофель, политый сметаной и посыпанный укропом. Сметану часто используют при тушении мяса (бефстроганов) и овощей. Хорошо известны караси в сметане, в сметане часто жарят также окуней и щук. Грибы в сметане — ещё одно весьма популярное блюдо.
Сметаной заправляют салаты, особенно из свежих овощей; ею заменяют майонез в таких традиционных русских салатах как оливье (известен в мире как «русский салат») или сельдь под шубой. Сметану часто используют при выпечке, добавляя её в тесто и готовя на её основе сметанный крем для тортов. Она часто входит как компонент в пудинги, запеканки и пироги-сметанники. Стандартный десерт советских и российских столовых — сметана с сахаром; сметаной заправляют также творог и реже фрукты и ягоды, её подают к печёным яблокам.
Сметана широко используется и в других кухнях России и бывшего СССР. Так, в эстонской кухне крайне популярны сельдяные закуски в сметане: сильд хапукоорега (сельдама), её используют для заправки традиционной молдавской мамалыги и супа «чорба», а также при приготовлении греческого и балканского мясного блюда «мусака». В кухнях северокавказских народов на основе сметаны готовят разнообразные острые соусы.

## Производство
В прошлом, до изобретения молочного сепаратора сметану получали довольно просто: с кислого молока снимали («сметали») верхний отстоявшийся слой и выдерживали его в прохладном месте.
В наше время при промышленном производстве сметаны молоко сначала сепарируют, то есть разделяют на сливки и обезжиренное молоко. Далее сливки подвергаются нормализации — этот процесс обеспечивает нужную жирность сливок.
Для устранения патогенной микрофлоры нормализованные сливки пастеризуют (подвергают нагреванию в пастеризаторах). Далее сливки поступают в ёмкости, в которых происходит внесение закваски.
Сквашивают сливки мезофильными и/или термофильными стрептококками. После того как сливки наберут необходимую кислотность, их охлаждают примерно до 8 °C и оставляют для созревания, которое длится около суток, после чего сливки превращаются в сметану, которая становится густой и приобретает характерный ей специфический вкус.

## Схожие продукты
- Крем-фреш
- Каймак
- Сливки
- Катык
- Скир (молочный продукт)